# كارل فرايهر ميشيل فون توسلينج
كارل فرايهر ميشيل فون توسلينج  (27 يوليو 1907 - 30 أكتوبر 1991) كان ضابطًا ألمانيًا في شوتزشتافل (SS) خدم في الحكومة النازية للديكتاتور أدولف هتلر، في موظفي زعيم الرايخ إس إسSS وفي موظفو مكتب قوات الأمن الخاصة الرئيسي. من 1936 فصاعدا، وقال انه كان أيضا المعاون الشخصي لالرايخ سليتر وإس إس- أوبر غروبن فوهرر فيليب بوهلر، الذي كان مسؤولا عن مستشارية هتلر، رئيس برنامج القتل الرحيم أكتيون تي4، وكذلك شارك في أكتيون 14أف13.  في عام 1947 قدمت توسلينج شهادة خطية للدفاع عن مجرم الحرب فيكتور براك الذي حكم عليه بالإعدام في محاكمات نورمبرغ.

## سيرة شخصية

### حياته
ولد كارل فريهير ميشيل فون توسلينج في توسلينج، بافاريا، وهو الطفل الثاني لألفريد فريهير ميشيل في. Tüßling (1870–1957) و Hertha Gräfin Wolffskeel v. Reichenberg (1877–1948). نشأ في عزبة قلعة توسلينج البافارية العليا، والتي اشتراها والده في عام 1905. بعد الحرب العالمية الأولى تخرج من المدرسة الثانوية (أبيتور) ودرس علم التحريج في ميونيخ في جامعة لودفيغ ماكسيميليان. تخرج كدبلوم فورستويرت. 

### SS
خلال «محاكمة الأطباء» في نورمبرغ، تم اتهام براك بارتكاب جرائم حرب وجرائم ضد الإنسانية: التجارب البشرية النازية، والقتل الجماعي تحت غطاء القتل الرحيم، وعلاقته بأكتيون 14f13، وتورطه في تنفيذ الحل النهائي. أُدين براك وأعدم في سجن لاندسبرغ عام 1948.

## رتب الضابط

### SS
- 1935: إس إس-أونتشتونفوهرر
- 1936: إس إس-اوبرستورموهر
- 1938: إس إس-هوبتستثرمفهرر
- 1941: إس إس-قائد وحدة الاعتداء

### الفيرماخت
- حتى عام 1942: Leutnant der Reserve (احتياطي عسكري، الفيرماخت)
- 1943: Oberleutnant der Reserve

## الجوائز والأوسمة
- صليب حديدي
  - الدرجة الثانية
  - الدرجة الثانية
- إس إس-ديجين
- شارة الرياضة لكتيبة العاصفة (برونزية)
- إس إس زيفيلابسايغن # 106,983 [8]

## روابط خارجية
- متحف ذكرى الهولوكوست بالولايات المتحدة - أعداد أعضاء قوات الأمن الخاصة: «56074 - كارل ميشيل Frhr. فون توسلينج»
- متحف ذكرى الهولوكوست بالولايات المتحدة - برنامج القتل الرحيم
- مكتبة كلية الحقوق بجامعة هارفارد - مشروع نورمبرغ للمحاكمات